# Lista das visitas oficiais de Isabel II do Reino Unido
A rainha Isabel II do Reino Unido ascendeu ao trono britânico em 1952, após a morte de seu pai o rei Jorge VI, desde então a monarca têm realizado inúmeras visitas a chefes de estado em todo o mundo, incluindo as frequentes visitas aos países membros da Comunidade das Nações, fundada pelo rei Jorge em 1949. Isabel II é um dos monarcas que mais realizaram visitas oficias em toda a história da Inglaterra.

## Lista

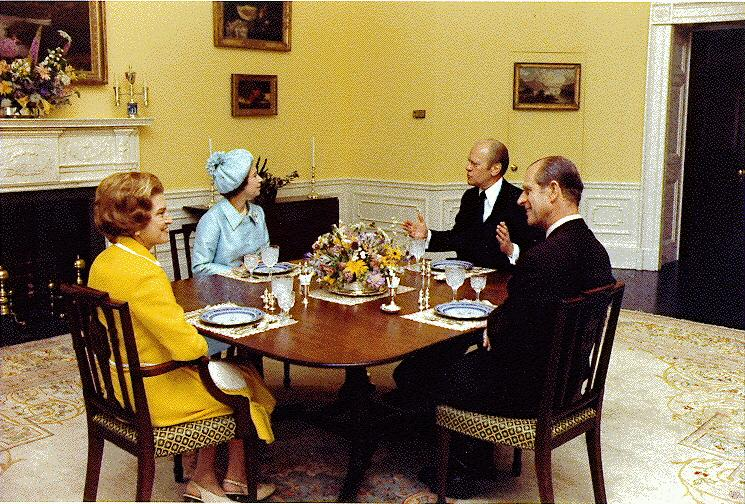
Gerald Ford recebe Elizabeth II e o Duque de Edimburgo na Casa Branca, 1976.

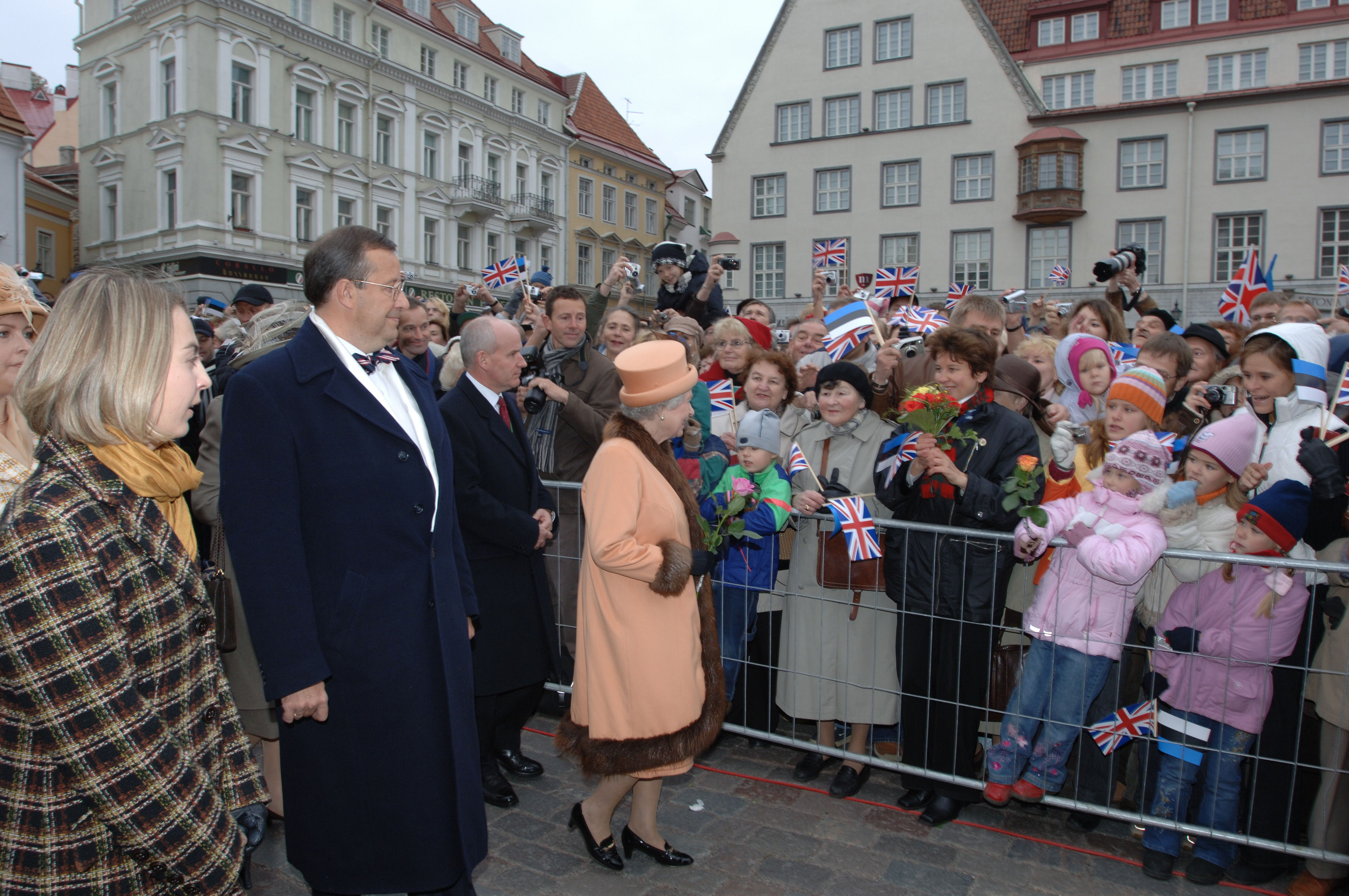
Elizabeth II cumprimenta o público em Tallinn, Estônia, 2006.

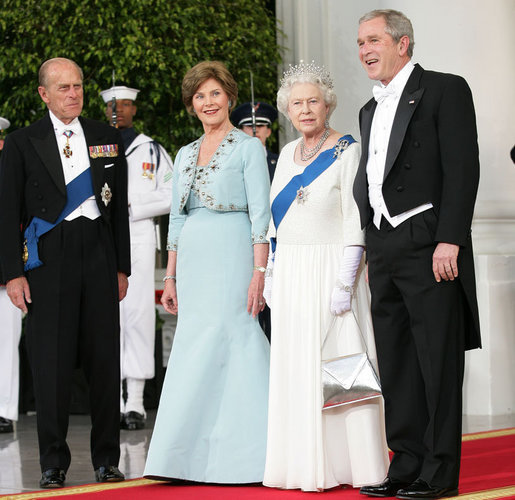
Elizabeth II e o Duque de Edimburgo sendo recebidos pelo Presidente George W. Bush e a Primeira-dama Laura Bush, 2007.

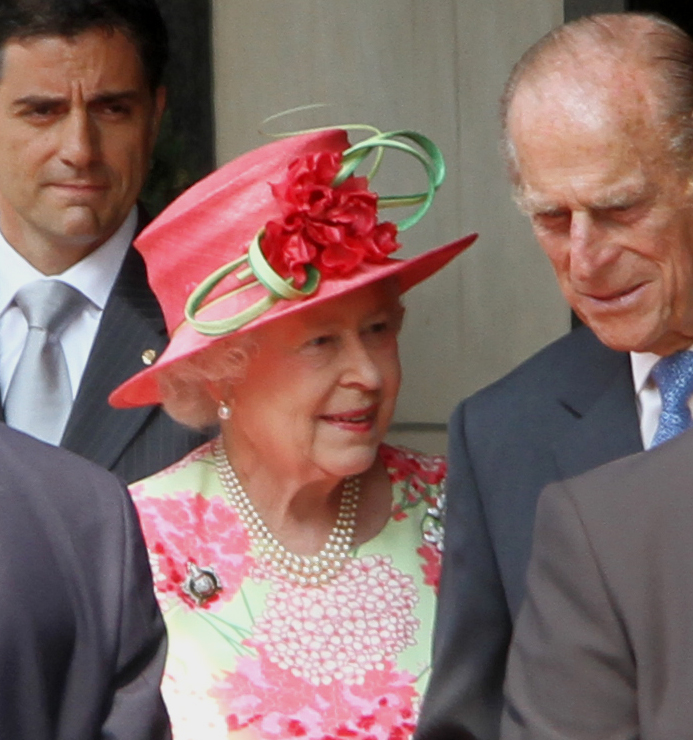
A monarca deixando o hotel em que estava hospedada em Toronto, 2010.

| Ano                          | País                   | Anfitrião                                   | Duração | Referência(s)        |
| ---------------------------- | ---------------------- | ------------------------------------------- | ------- | -------------------- |
| Como Rainha do Canadá        |                        |                                             |         |                      |
| 1957                         | Estados Unidos         | Dwight D. Eisenhower                        | 5 dias  | [ 4 ] [ 5 ]          |
| 1959                         | Estados Unidos         | Eisenhower                                  | 6 dias  | [ 6 ]                |
| Como soberana do Reino Unido |                        |                                             |         |                      |
| 1953                         | Panamá                 | José Antonio Remón Cantera                  | 2 dias  |                      |
| 1954                         | Líbia                  | Rei Idris I                                 | 1 dia   |                      |
| 1955                         | Noruega                | Rei Haquino VII                             | 3 dias  |                      |
| 1956                         | Suécia                 | Rei Gustavo VI Adolfo                       | 3 dias  | [ 7 ]                |
| 1957                         | Portugal               | Francisco Craveiro Lopes                    | 4 dias  |                      |
| 1957                         | França                 | René Coty                                   | 4 dias  | [ 8 ]                |
| 1957                         | Dinamarca              | Rei Frederico IX                            | 3 dias  |                      |
| 1958                         | Países Baixos          | Rainha Juliana                              | 3 dias  |                      |
| 1961                         | Nepal                  | Rei Mahendra                                | 4 dias  |                      |
| 1961                         | Irão                   | Maomé Reza Pálavi                           | 5 dias  |                      |
| 1961                         | Itália                 | Giovanni Gronchi                            | 4 dias  |                      |
| 1961                         | Vaticano               | Papa João XXIII                             | 1 dia   |                      |
| 1961                         | Libéria                | William Tubman                              | 1 dia   |                      |
| 1965                         | Etiópia                | Haile Selassie                              | 8 dias  |                      |
| 1965                         | Sudão                  | Tijani al-Mahi                              | 5 dias  |                      |
| 1965                         | Alemanha               | Heinrich Lübke                              | 11 dias |                      |
| 1966                         | Bélgica                | Rei Balduíno                                | 5 dias  |                      |
| 1968                         | Brasil                 | Presidente Costa e Silva                    | 7 dias  | [ 9 ] [ 10 ]         |
| 1968                         | Chile                  | Eduardo Frei Montalva                       | 8 dias  |                      |
| 1971                         | Turquia                | Cevdet Sunay                                | 8 dias  |                      |
| 1972                         | Tailândia              | Rei Bhumibol Adulyadej                      | 6 dias  |                      |
| 1972                         | Maldivas               | Ibrahim Nasir                               | 2 dias  |                      |
| 1972                         | França                 | Georges Pompidou                            | 5 dias  |                      |
| 1972                         | Iugoslávia             | Josip Broz Tito                             | 5 dias  |                      |
| 1974                         | Indonésia              | Suharto                                     | 8 dias  |                      |
| 1975                         | México                 | Luis Echeverría                             | 6 dias  |                      |
| 1975                         | Japão                  | Imperador Hirohito                          | 6 dias  |                      |
| 1976                         | Finlândia              | Urho Kekkonen                               | 4 dias  |                      |
| 1976                         | Estados Unidos         | Gerald Ford                                 | 6 dias  |                      |
| 1976                         | Luxemburgo             | João, Grão-duque de Luxemburgo              | 5 dias  |                      |
| 1977                         | Samoa                  | Malietoa Tanumafili II                      | 1 dia   |                      |
| 1978                         | Alemanha               | Walter Scheel                               | 5 dias  |                      |
| 1979                         | Kuwait                 | Jaber III                                   | 4 dias  |                      |
| 1979                         | Bahrein                | Isa bin Sulman al-Khalifa                   | 3 dias  |                      |
| 1979                         | Arábia Saudita         | Rei Khalid                                  | 3 dias  |                      |
| 1979                         | Catar                  | Emir Khalifa                                | 4 dias  |                      |
| 1979                         | Emirados Árabes Unidos | Sheik Zayed                                 | 4 dias  |                      |
| 1979                         | Omã                    | Sultão Qaboos                               | 3 dias  |                      |
| 1979                         | Dinamarca              | Rainha Margarida II                         | 1 dia   |                      |
| 1979                         | Tanzânia               | Julius Nyerere                              | 4 dias  |                      |
| 1979                         | Malawi                 | Hastings Kamuzu Banda                       | 4 dias  |                      |
| 1979                         | Botswana               | Seretse Khama                               | 3 dias  |                      |
| 1979                         | Zâmbia                 | Kenneth Kaunda                              | 9 dias  |                      |
| 1980                         | Suíça                  | Georges-André Chevallaz                     | 4 dias  |                      |
| 1980                         | Itália                 | Sandro Pertini                              | 4 dias  |                      |
| 1980                         | Vaticano               | Papa João Paulo II                          | 1 dia   |                      |
| 1980                         | Tunísia                | Habib Bourguiba                             | 3 dias  |                      |
| 1980                         | Argélia                | Chadli Bendjedid                            | 3 dias  |                      |
| 1980                         | Marrocos               | Rei Haçane II                               | 4 dias  |                      |
| 1981                         | Noruega                | Rei Olavo V                                 | 4 dias  |                      |
| 1981                         | Sri Lanka              | Junius Richard Jayewardene                  | 5 dias  |                      |
| 1983                         | México                 | Miguel de la Madrid                         | 6 dias  |                      |
| 1983                         | Estados Unidos         | Ronald Reagan                               | 9 dias  |                      |
| 1983                         | Suécia                 | Rei Carlos XVI Gustavo                      | 4 dias  |                      |
| 1983                         | Quênia                 | Daniel arap Moi                             | 5 dias  |                      |
| 1983                         | Bangladesh             | A. F. M. Ahsanuddin Chowdhury               | 4 dias  |                      |
| 1983                         | Índia                  | Zail Singh                                  | 10 dias |                      |
| 1984                         | Jordânia               | Rei Hussein                                 | 5 dias  |                      |
| 1985                         | Portugal               | António Ramalho Eanes                       | 5 dias  |                      |
| 1986                         | Nepal                  | Birendra Bir Bikram Shah Dev                | 6 dias  |                      |
| 1986                         | China                  | Li Xiannian                                 | 7 dias  |                      |
| 1987                         | Alemanha               | Richard von Weizsäcker                      | 2 dias  |                      |
| 1988                         | Países Baixos          | Rainha Beatriz                              | 2 dias  |                      |
| 1988                         | Espanha                | Rei João Carlos I                           | 5 dias  |                      |
| 1989                         | Singapura              | Wee Kim Wee                                 | 3 dias  |                      |
| 1989                         | Malásia                | Azlan Shah                                  | 4 dias  |                      |
| 1990                         | Islândia               | Vigdís Finnbogadóttir                       | 3 dias  |                      |
| 1990                         | Alemanha               | Richard von Weizsäcker                      | 1 dia   |                      |
| 1991                         | Estados Unidos         | George H. W. Bush                           | 12 dias |                      |
| 1991                         | Namíbia                | Sam Nujoma                                  | 3 dias  |                      |
| 1991                         | Zimbabwe               | Robert Mugabe                               | 6 dias  |                      |
| 1992                         | Malta                  | Ċensu Tabone                                | 3 dias  |                      |
| 1992                         | França                 | François Mitterrand                         | 4 dias  | [ 11 ]               |
| 1992                         | Alemanha               | Richard von Weizsäcker                      | 5 dias  |                      |
| 1993                         | Hungria                | Árpád Göncz                                 | 4 dias  |                      |
| 1993                         | Bélgica                | Rei Alberto II (ao funeral do rei Balduíno) | 1 dia   |                      |
| 1994                         | França                 | François Mitterrand                         | 1 dia   |                      |
| 1994                         | Rússia                 | Boris Yeltsin                               | 4 dias  |                      |
| 1995                         | África do Sul          | Nelson Mandela                              | 7 dias  |                      |
| 1996                         | Polónia                | Aleksander Kwaśniewski                      | 3 dias  |                      |
| 1996                         | Chéquia                | Vaclav Havel                                | 3 dias  |                      |
| 1996                         | Tailândia              | Rei Bhumibol Adulyadej                      | 2 dias  |                      |
| 1997                         | Paquistão              | Farooq Leghari                              | 7 dias  |                      |
| 1997                         | Índia                  | K. R. Narayanan                             | 7 dias  |                      |
| 1998                         | Brunei                 | Sultão Hassanal Bolkiah                     | 4 dias  |                      |
| 1998                         | Malásia                | Mahathir bin Mohamad                        | 4 dias  |                      |
| 1998                         | Bélgica                | Rei Alberto II                              | 1 dia   | [ 12 ]               |
| 1999                         | Coreia do Sul          | Kim Dae-jung                                | 4 dias  |                      |
| 2000                         | Itália                 | Carlo Azeglio Ciampi                        | 4 dias  |                      |
| 2000                         | Vaticano               | Papa João Paulo II                          | 1 dia   |                      |
| 2001                         | Noruega                | Rei Haroldo V                               | 2 dias  |                      |
| 2004                         | França                 | Jacques Chirac                              | 3 dias  |                      |
| 2004                         | Alemanha               | Horst Köhler                                | 1 dia   |                      |
| 2006                         | Lituânia               | Valdas Adamkus                              | 2 dias  |                      |
| 2006                         | Letônia                | Vaira Vīķe-Freiberga                        | 2 dias  |                      |
| 2006                         | Estónia                | Toomas Hendrik Ilves                        | 2 dias  |                      |
| 2007                         | Países Baixos          | Rainha Beatriz                              | 1 dia   |                      |
| 2007                         | Estados Unidos         | George W. Bush                              | 6 dias  | [ 13 ] [ 14 ] [ 15 ] |
| 2007                         | Bélgica                | Rei Alberto II                              | 2 dias  |                      |
| 2008                         | Turquia                | Abdullah Gül                                | 4 dias  |                      |
| 2008                         | Eslovênia              | Danilo Türk                                 | 2 dias  |                      |
| 2008                         | Eslováquia             | Ivan Gašparovič                             | 2 dias  |                      |
| 2010                         | Emirados Árabes Unidos | Sheik Khalifa                               | 2 dias  |                      |
| 2010                         | Omã                    | Sultão Qaboos                               | 3 dias  |                      |
| 2011                         | Irlanda                | Mary McAleese                               | 4 dias  | [ 16 ] [ 17 ]        |
| 2014                         | Vaticano               | Papa Francisco                              | 1 dia   | [ 18 ] [ 19 ]        |
| 2014                         | Itália                 | Giorgio Napolitano                          | 1 dia   | [ 18 ] [ 20 ]        |
| 2014                         | França                 | François Hollande                           | 3 dias  | [ 21 ]               |
| 2015                         | Alemanha               | Joachim Gauck                               | 3 dias  | [ 22 ]               |